# Leuctra truncata
Leuctra truncata is een steenvlieg uit de familie naaldsteenvliegen (Leuctridae). De wetenschappelijke naam van de soort is voor het eerst geldig gepubliceerd in 1923 door Claassen.